# マダム・タッソー館

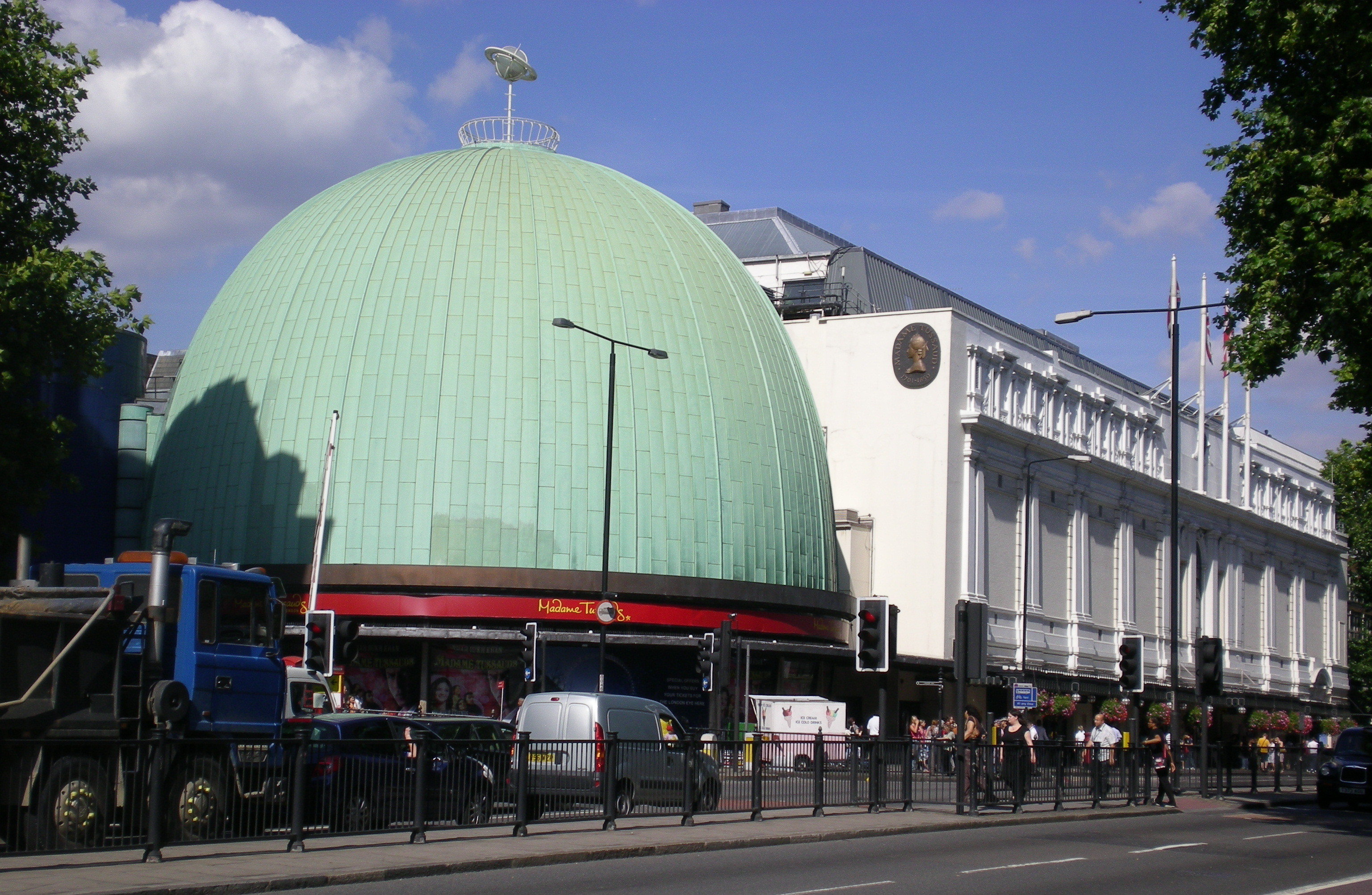
マダム・タッソー館（ロンドン）

マダム・タッソー館（Madame Tussauds）は、イギリスのロンドンメリルボーンにある蝋人形館。ロンドンの観光名所のひとつ。後述するとおり、世界各地に分館があり、日本においても東京都港区台場のデックス東京ビーチ内に分館の1つである「マダム・タッソー東京」がある。

## 概要
1835年、蝋人形彫刻家マリー・タッソー（Marie Tussaud：1761-1850）がロンドンのベイカー・ストリートに創立し、1884年にメリルボン・ロードに移転した。現在はマーリン・エンターテイメンツが経営している。
ビートルズやチャールズ・チャップリンなどイギリス出身の有名人をはじめ、歴史上の人物、各国の政治家、エンターテイナーからスポーツ選手などを精巧に再現して展示している。

## 主な蝋人形
歴史上の人物
- ナポレオン・ボナパルト
- ウィリアム・シェイクスピア
- チンギス・ハーン
- ヘンリー8世
- リチャード3世
- チャールズ・ダーウィン
- フィンセント・ファン・ゴッホ
- パブロ・ピカソ
- アルベルト・アインシュタイン
- マハトマ・ガンディー

政治家・王室皇室成員・宗教者
- ウィンストン・チャーチル
- エイブラハム・リンカーン
- アドルフ・ヒトラー
- ジョン・F・ケネディ
- ジョージ・W・ブッシュ
- バラク・オバマ
- トニー・ブレア
- マーガレット・サッチャー
- ジャック・シラク
- ミハイル・ゴルバチョフ
- ボリス・エリツィン
- ネルソン・マンデラ
- アンワル・アッ＝サーダート
- ヤーセル・アラファート
- 吉田茂

- イツハク・ラビン
- インディラ・ガンディー
- ベーナズィール・ブットー
- 鄧小平
- 江沢民
- マハティール・ビン・モハマド
- サッダーム・フセイン
- エリザベス2世
- チャールズ3世
- ダイアナ妃
- ダライ・ラマ14世
- ヨハネ・パウロ2世

エンターテイナー
- ビートルズ
- チャールズ・チャップリン
- エルヴィス・プレスリー
- マイケル・ジャクソン
- エルトン・ジョン
- マリリン・モンロー
- オードリー・ヘプバーン
- エリザベス・テイラー
- マドンナ
- ジュリア・ロバーツ
- ウーピー・ゴールドバーグ
- ブリトニー・スピアーズ
- ビヨンセ
- クリスティーナ・アギレラ
- ジェニファー・ロペス
- スパイス・ガールズ
- パリス・ヒルトン
- マイリー・サイラス
- レディー・ガガ
- スーザン・ボイル

- ショーン・コネリー
- ウディ・アレン
- モーガン・フリーマン
- ハリソン・フォード
- ニコラス・ケイジ
- アーノルド・シュワルツェネッガー
- シルヴェスター・スタローン
- ロビン・ウィリアムズ
- ジム・キャリー
- ブラッド・ピット
- レオナルド・ディカプリオ
- ダニエル・ラドクリフ
- ボブ・マーリー
- ジミ・ヘンドリックス
- フレディ・マーキュリー
- デヴィッド・ボウイ
- ボノ
- ジャスティン・ティンバーレイク
- ルチアーノ・パヴァロッティ
- ワン・ダイレクション

スポーツ選手

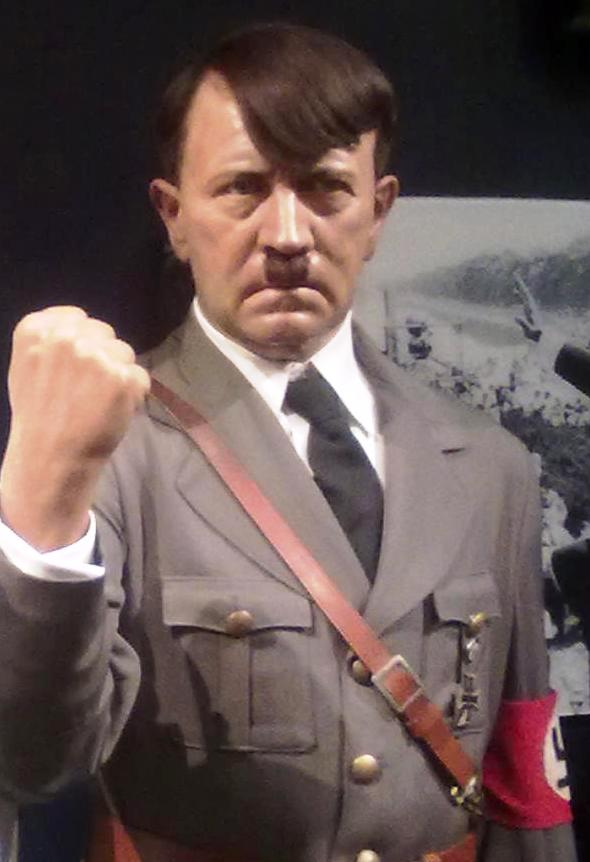
アドルフ・ヒトラー

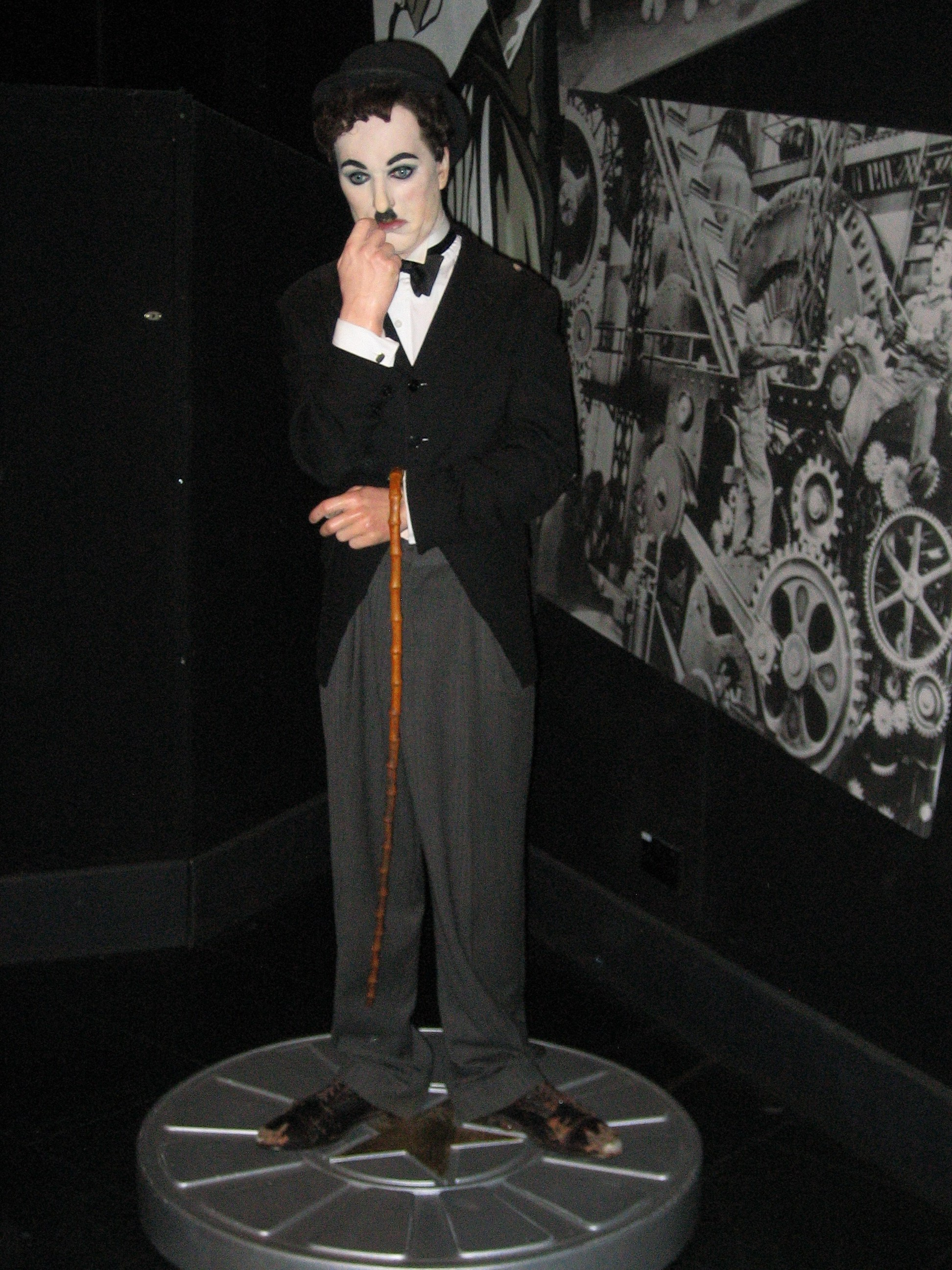
チャールズ・チャップリン

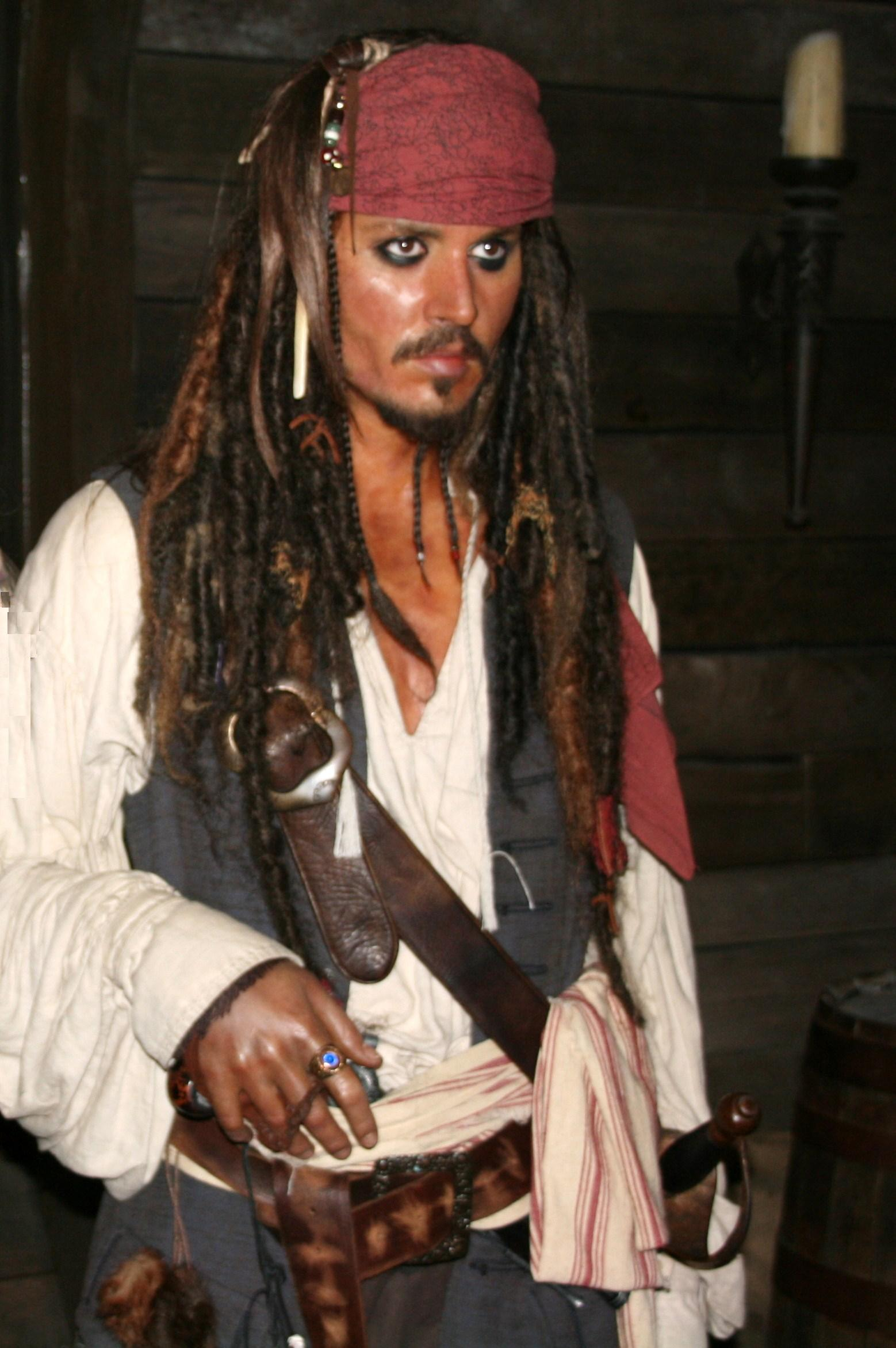
ジャック・スパロウ

- デビッド・ベッカム（英国 イングランドのサッカー選手）
- マイケル・オーウェン
- ウェイン・ルーニー
- ゲーリー・リネカー
- ペレ（ブラジル）
- ロナウジーニョ
- マイケル・ジョーダン（アメリカのバスケットボール）
- 姚明（中国）
- ミハエル・シューマッハ
- ルイス・ハミルトン

- タイガー・ウッズ
- ボリス・ベッカー
- マルチナ・ヒンギス
- モハメド・アリ
- ジャッキー・ロビンソン
- ジョー・ディマジオ
- ランス・アームストロング
- ジョー・モンタナ
- ミシェル・クワン
- ウェイン・グレツキー
- 千代の富士貢

その他
- ジャック・スパロウ（映画『パイレーツ・オブ・カリビアン』シリーズより）
- ハルク（マーベル・コミック社のアメリカンコミックより）
- シュレック（同名のアメリカ映画（アニメ映画）シリーズより）
- マスターチーフ（Xboxシリーズのテレビゲーム「HALO」より）
- ティンカー・ベル（ジェームス・マシュー・バリー作品の妖精）

## 「恐怖の部屋」
マダム・タッソー館の展示は、通常展示と追加料金が必要となる特別展示とに分かれていた。「恐怖の部屋」として知られる特別室には、暗殺直後のマラー、ギロチンの模型、切り落とされたばかりの首など、フランス革命に関連する「恐怖」のほか、ロンドンの殺人鬼、罪人の拷問、などが展示されていた。2016年に完全閉鎖された。

## マダム・タッソー館が登場する作品
- ピーター・ラヴゼイ「マダム・タッソーがお待ちかね」（小説）
- ジャッキー・チェン主演映画「シャンハイ・ナイト」

## 分館の所在地

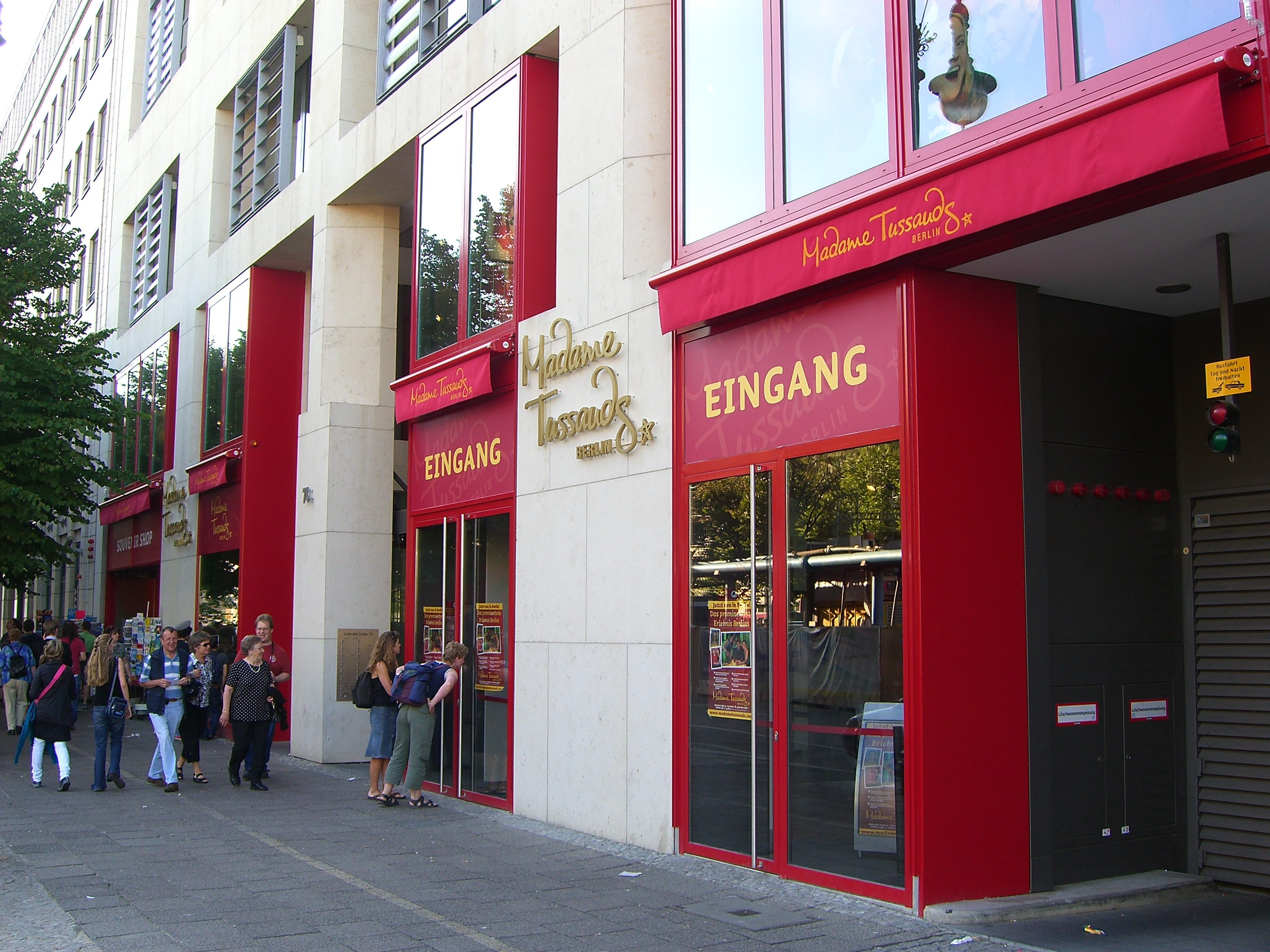
ベルリン分館

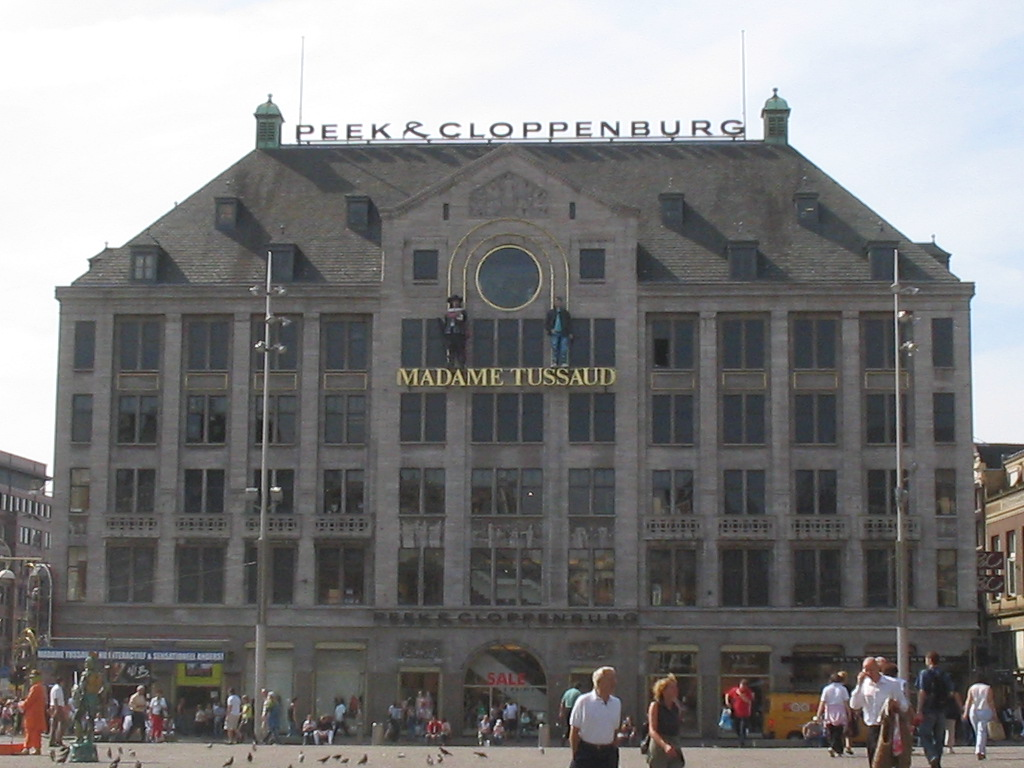
アムステルダム分館

### アメリカ
- ロサンゼルス
- ラスベガス
- ワシントンD.C.
- ニューヨーク
- サンフランシスコ

### ヨーロッパ
- ブラックプール（英国 イングランド）
- ロンドン（イングランド）
- アムステルダム（オランダ）
- ベルリン（ドイツ）
- ウィーン（オーストリア）
- プラハ（チェコ）
- イスタンブール（トルコ）

### アジア
- バンコク（タイ王国）
- シンガポール
- 香港（中国）
- 北京（中国）[2]
- 上海（中国）
- 重慶（中国）
- 武漢（中国）
- 東京（日本） 常設施設として2013年3月15日にオープン。それ以前は2011年9月30日 - 2012年1月4日までの期間限定[3]。

## ギャラリー

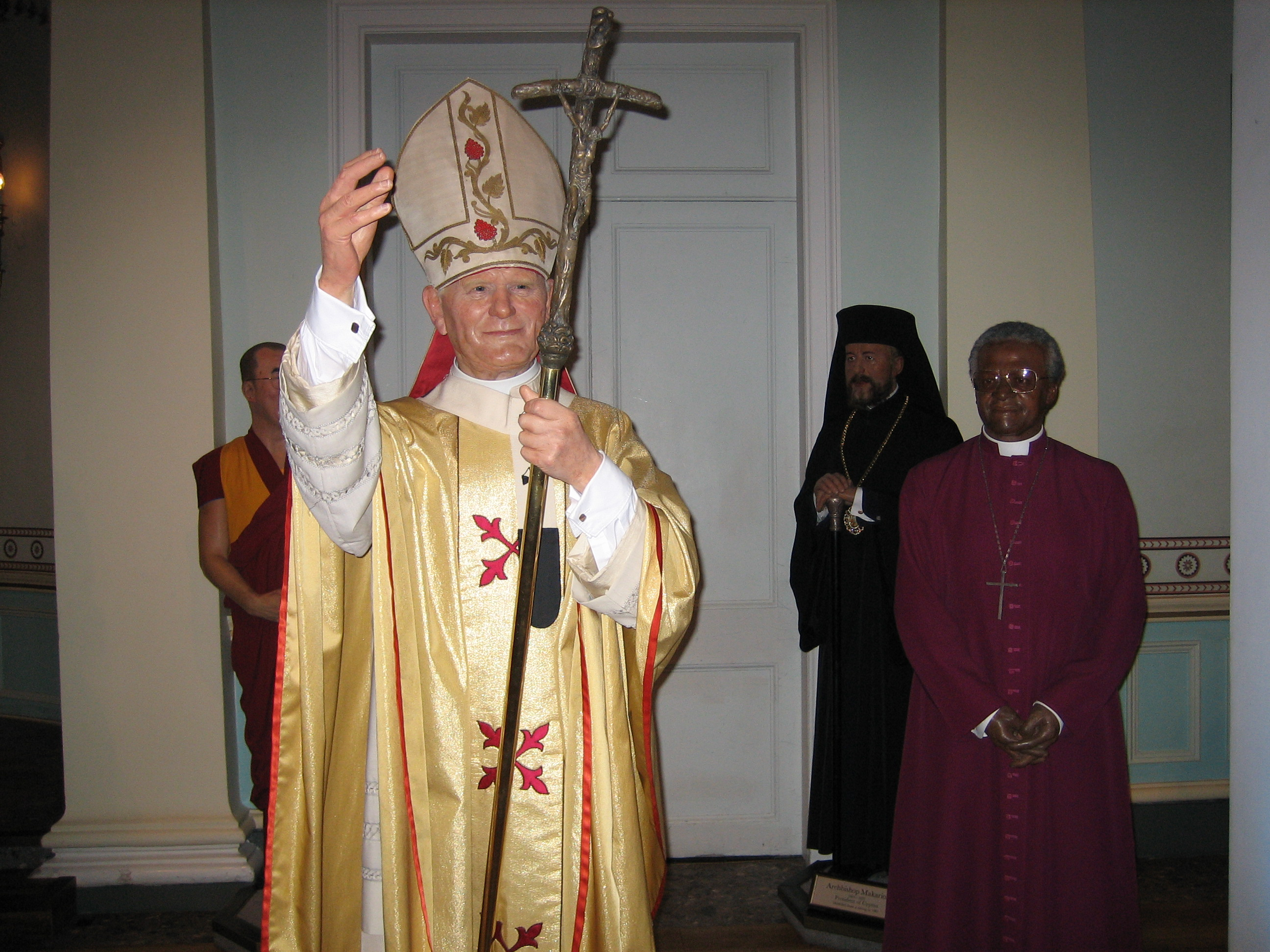
ヨハネ・パウロ2世
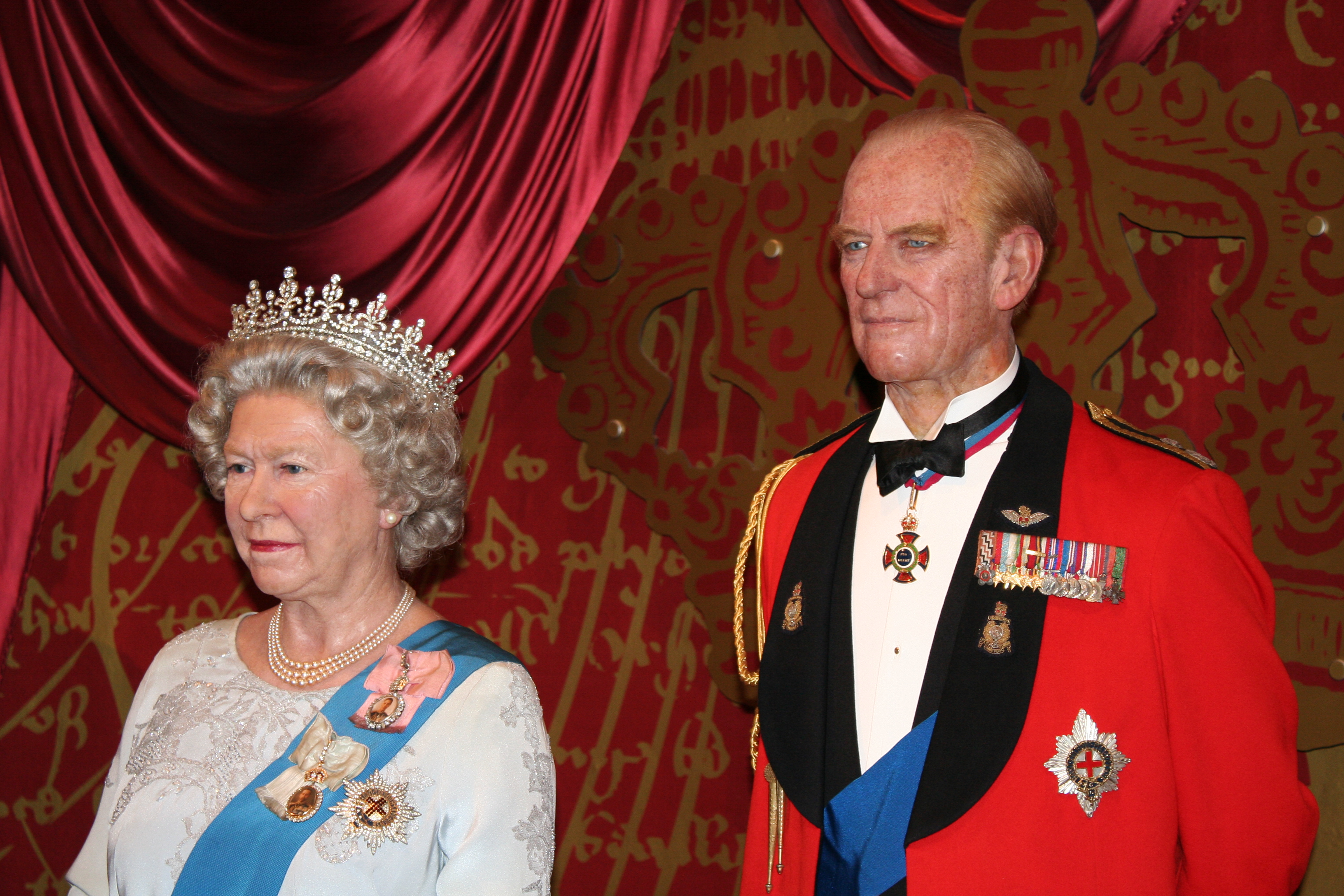
エリザベス2世
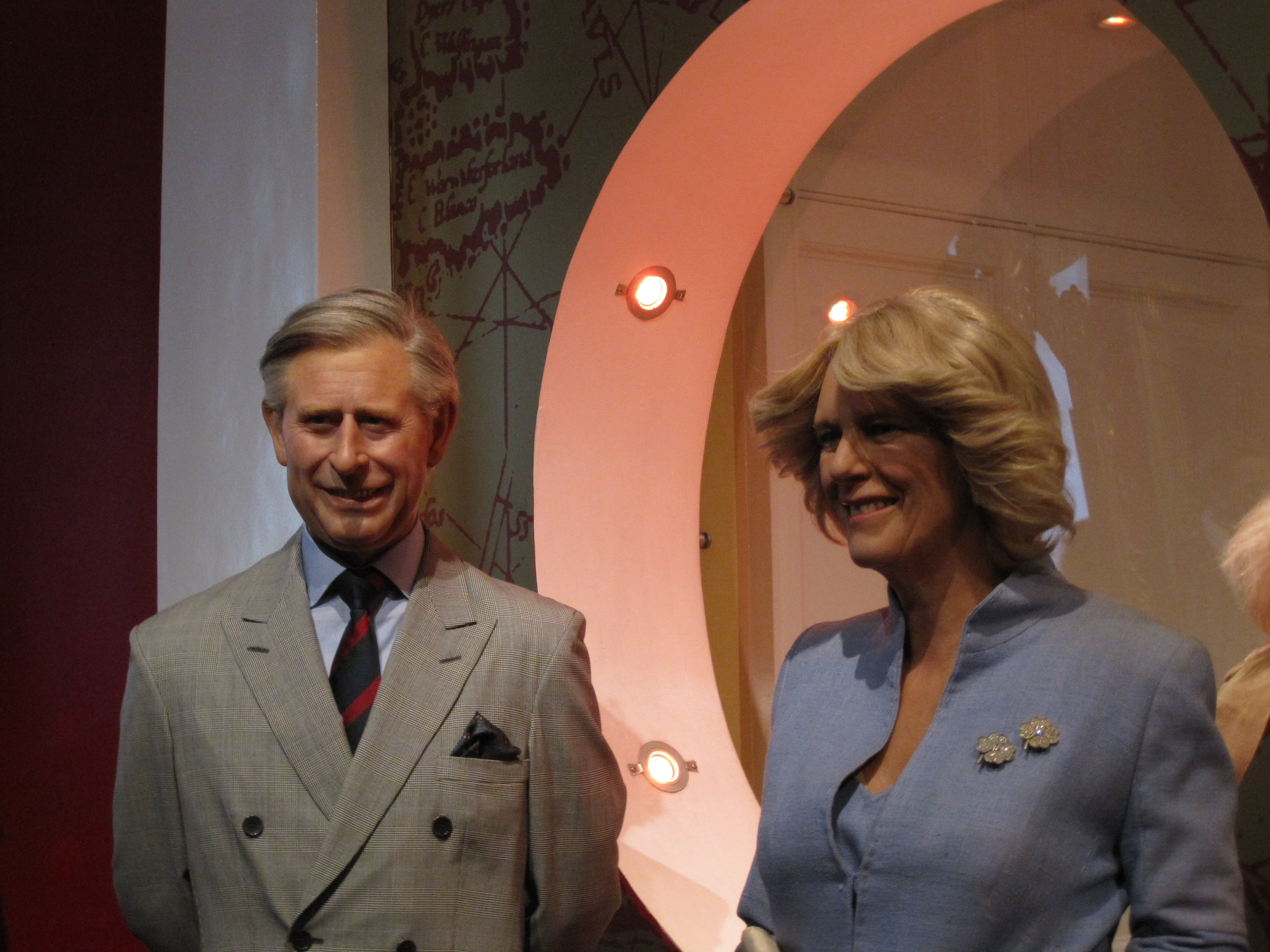
チャールズ3世とカミラ妃
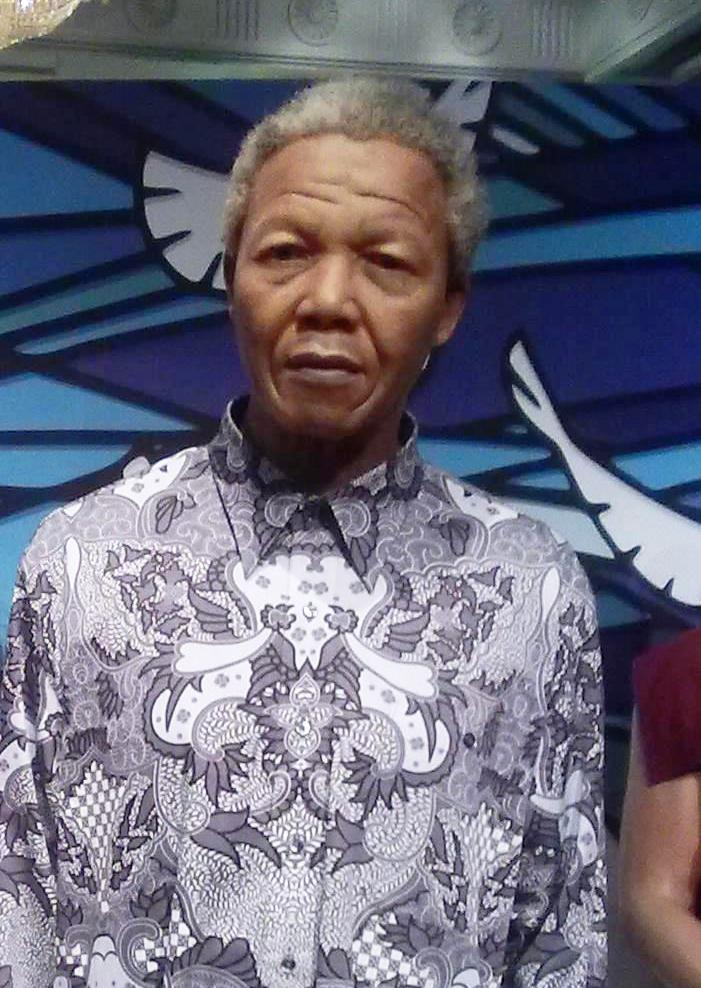
ネルソン・マンデラ
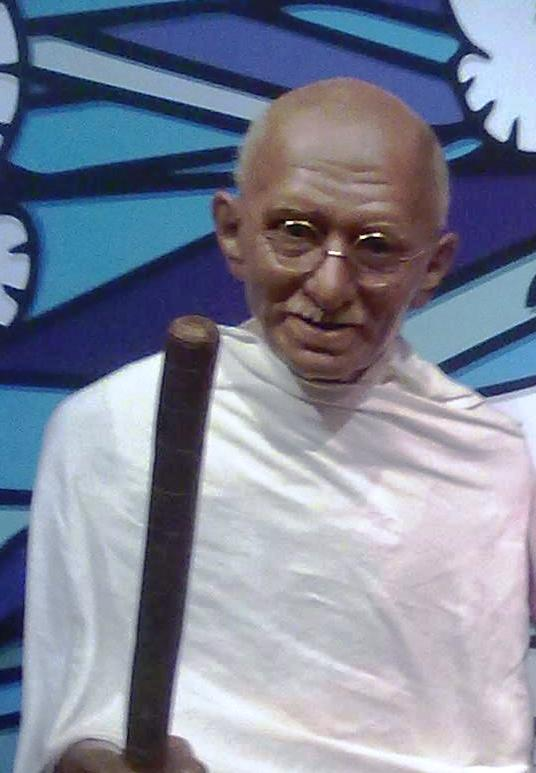
マハトマ・ガンディー
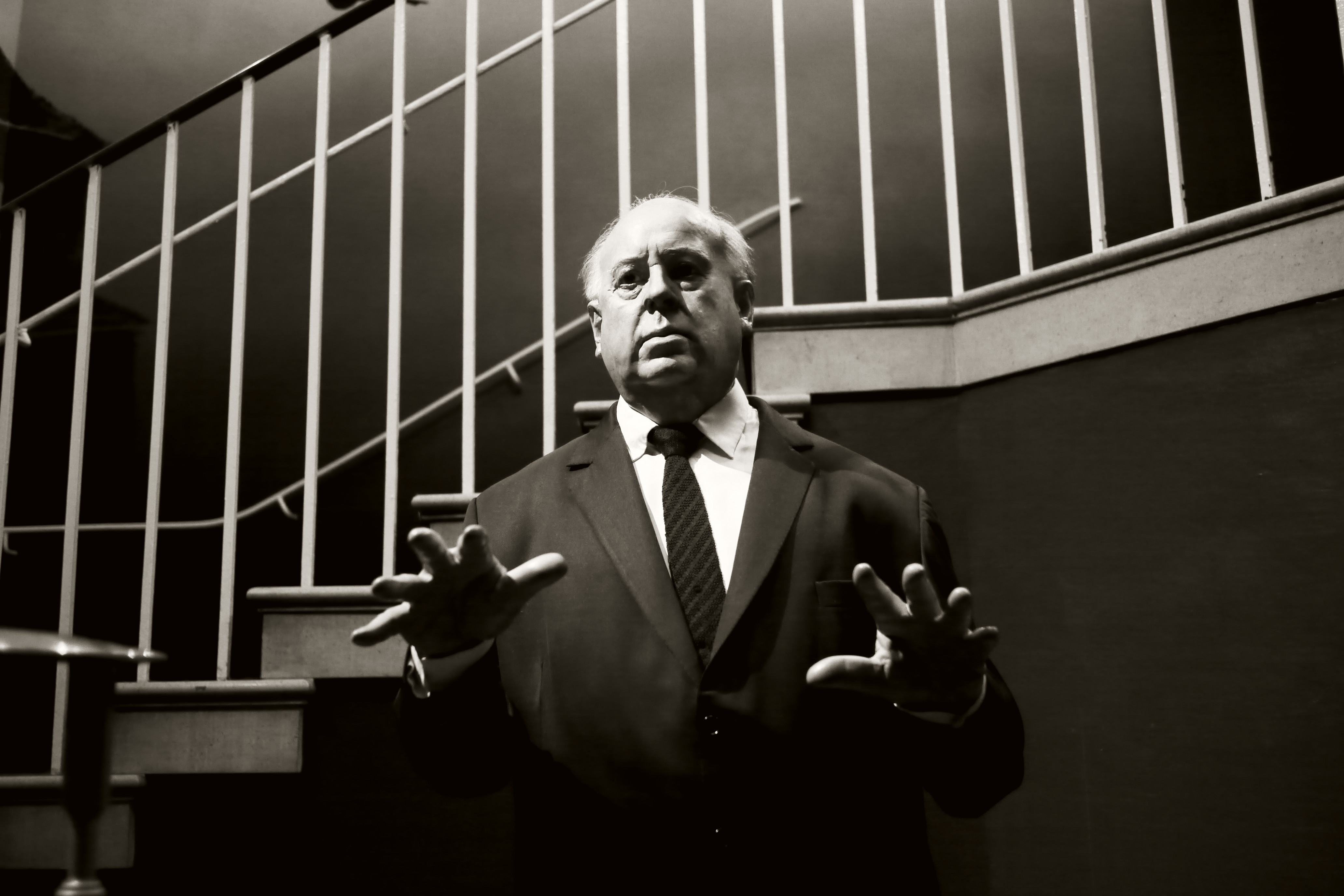
アルフレッド・ヒッチコック
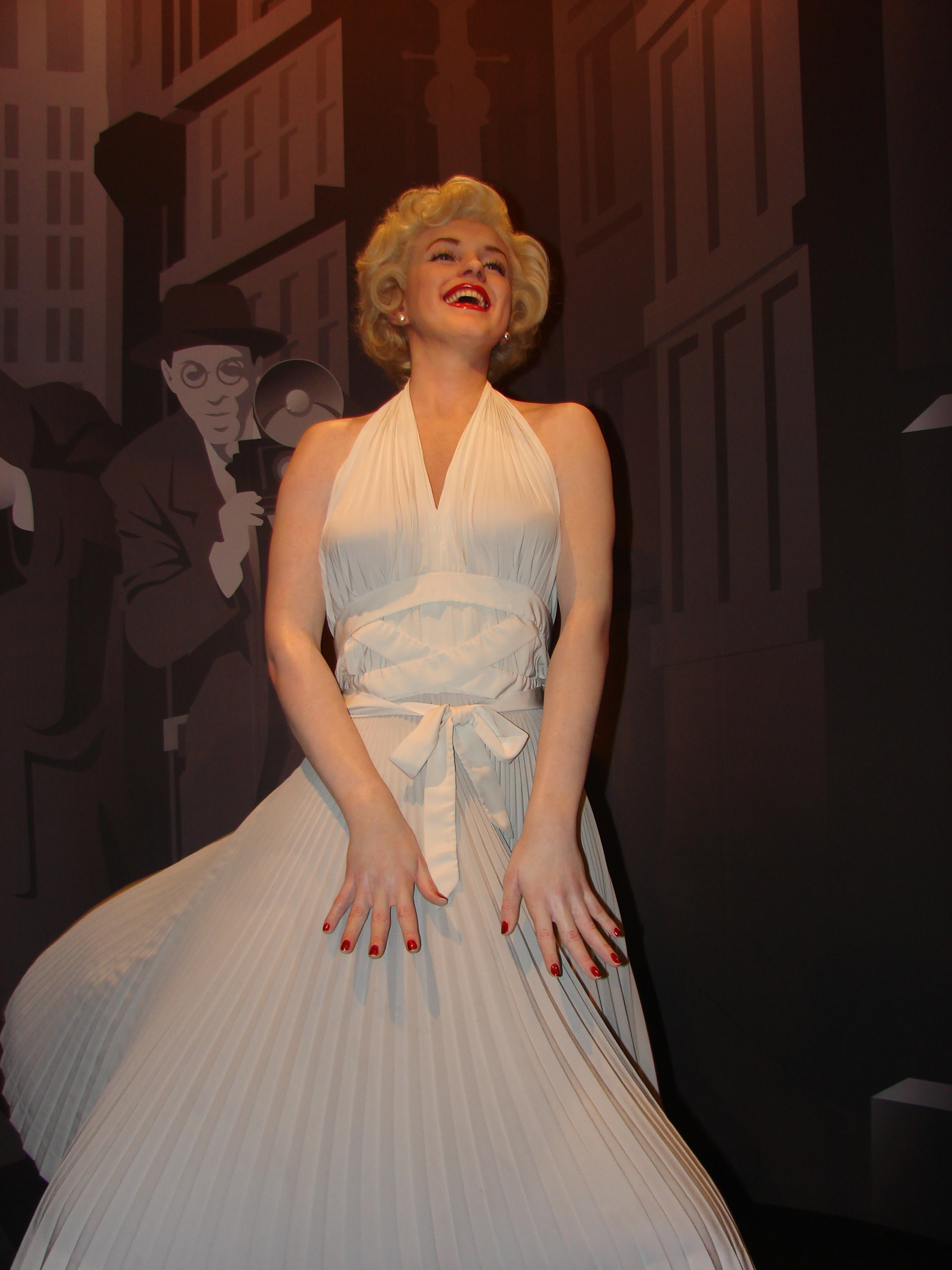
マリリン・モンロー
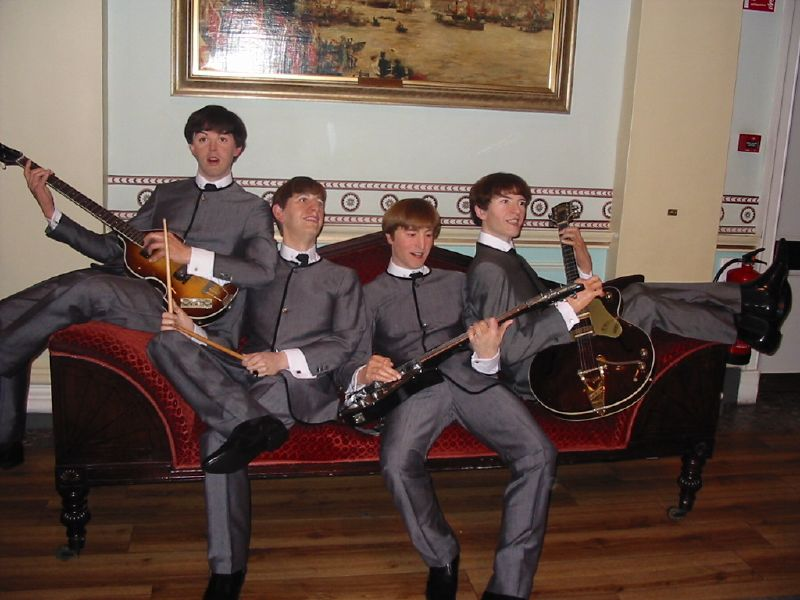
ビートルズ
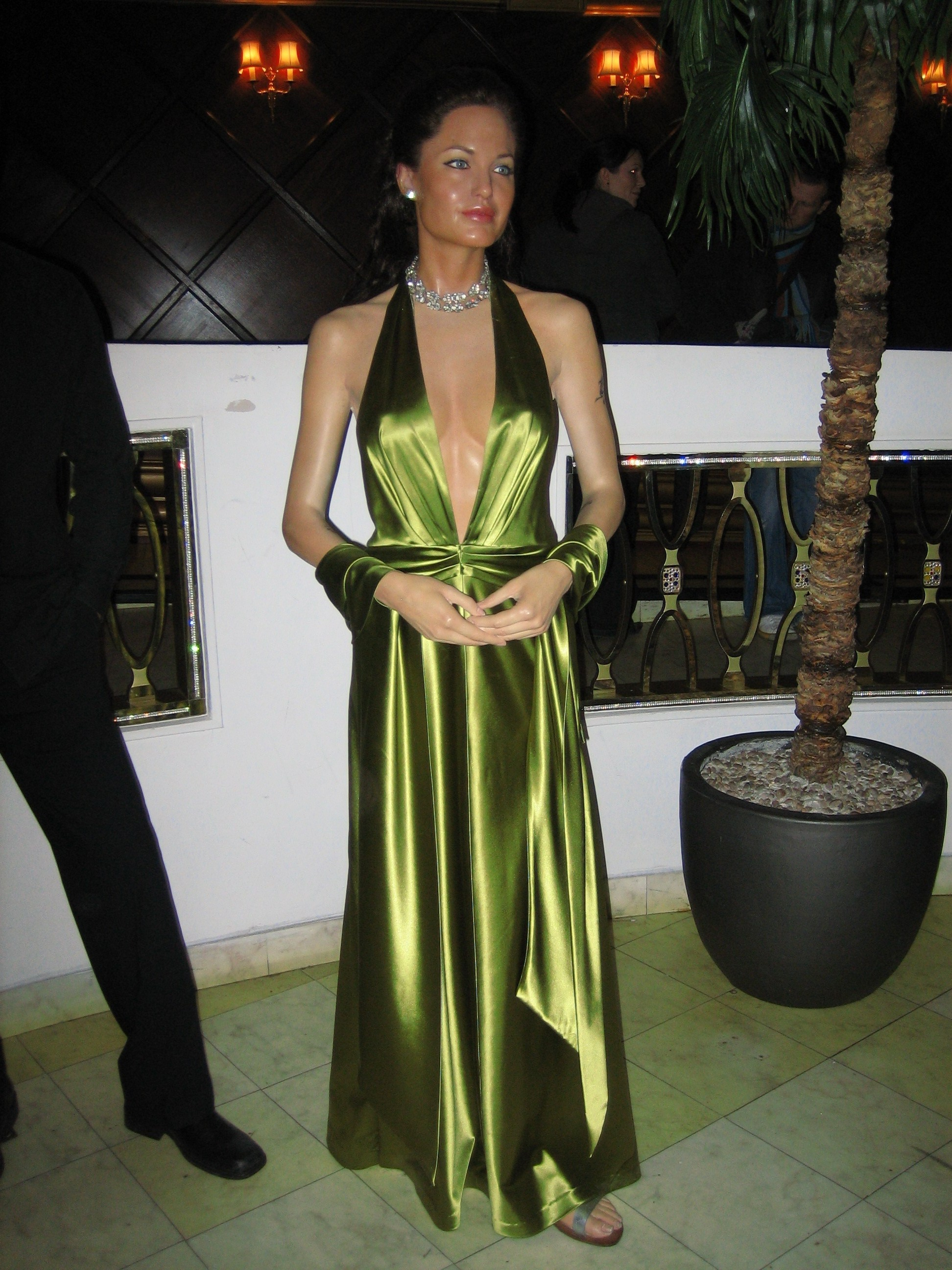
アンジェリーナ・ジョリー
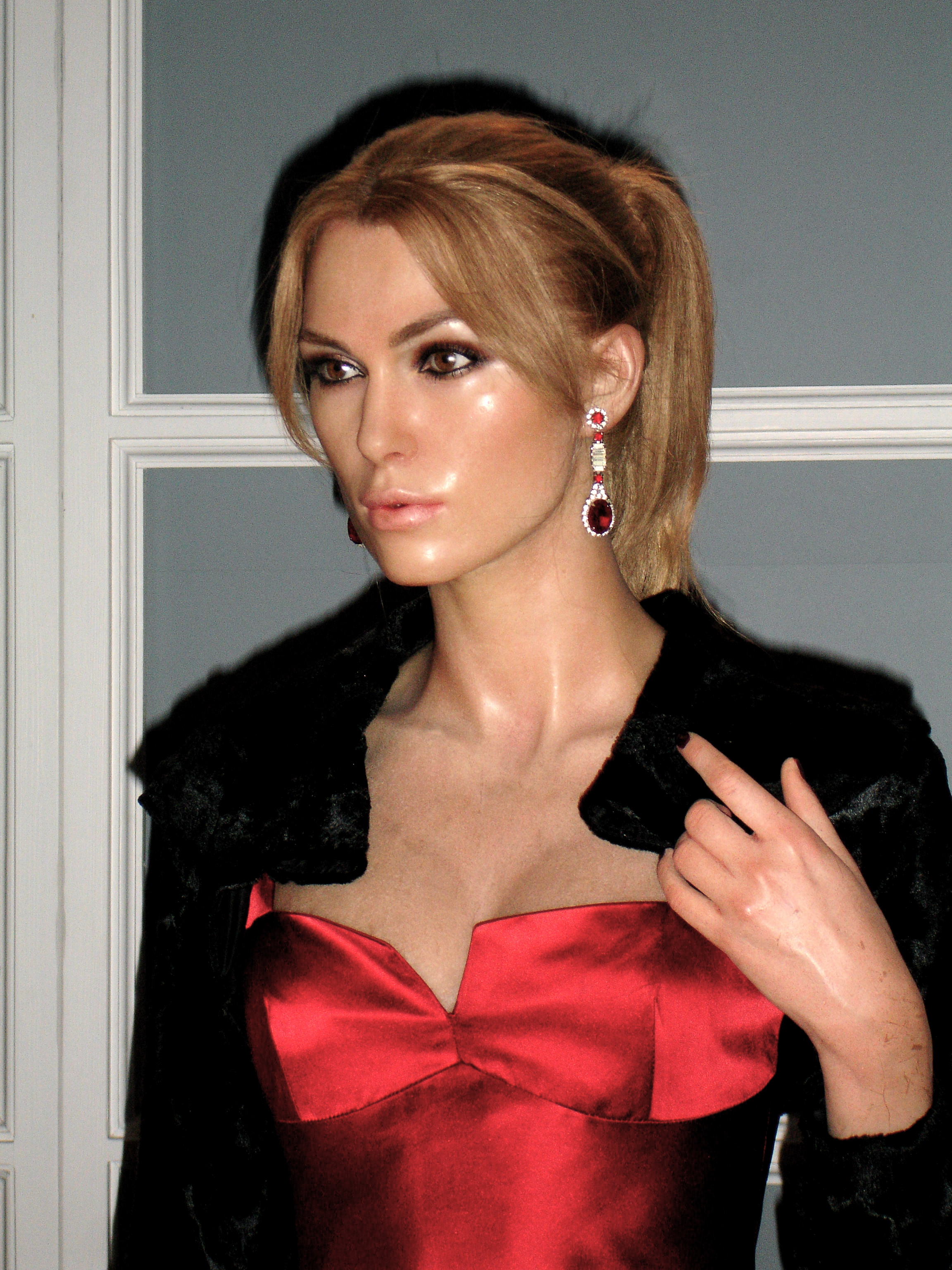
キーラ・ナイトレイ
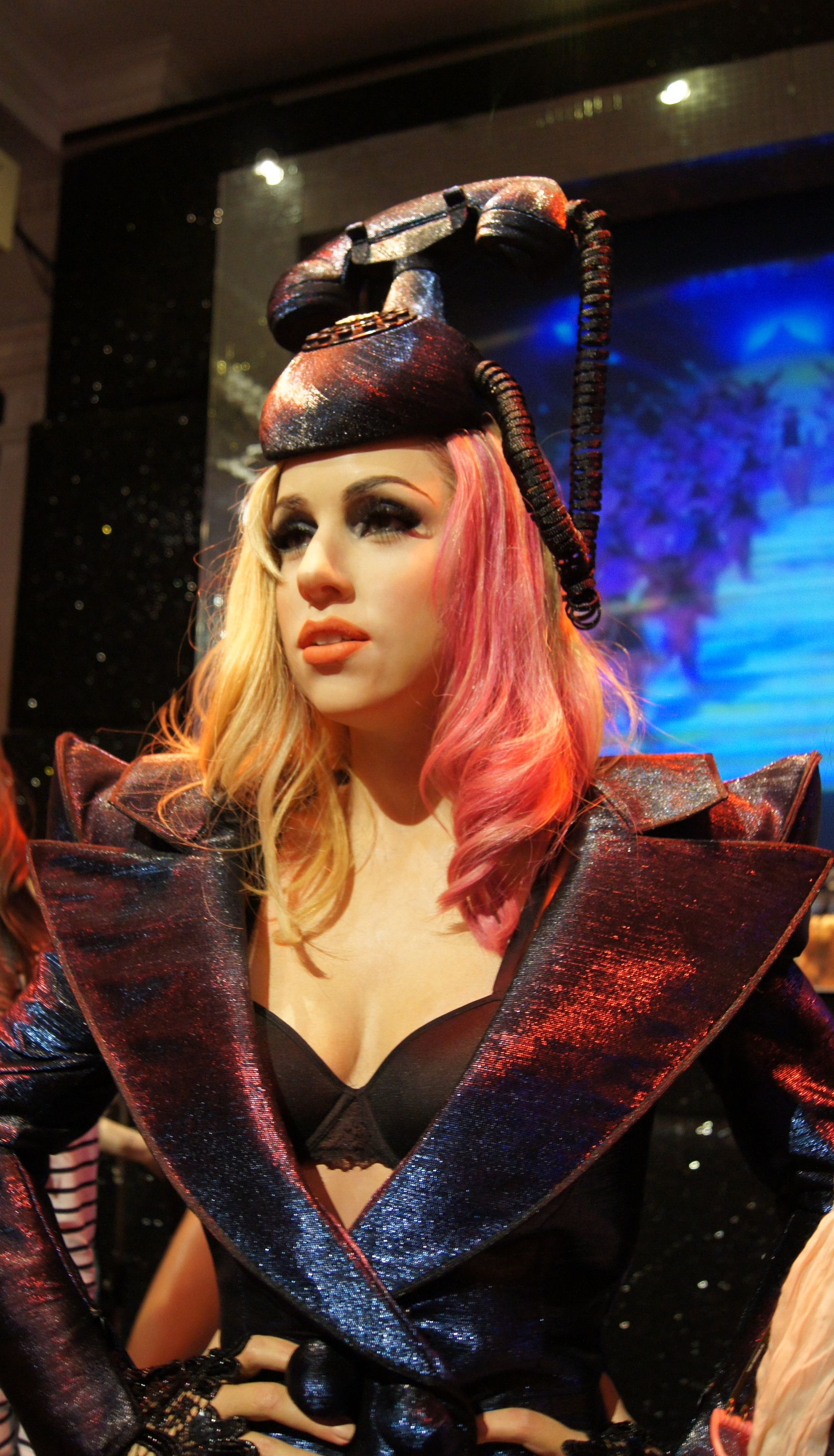
レディー・ガガ
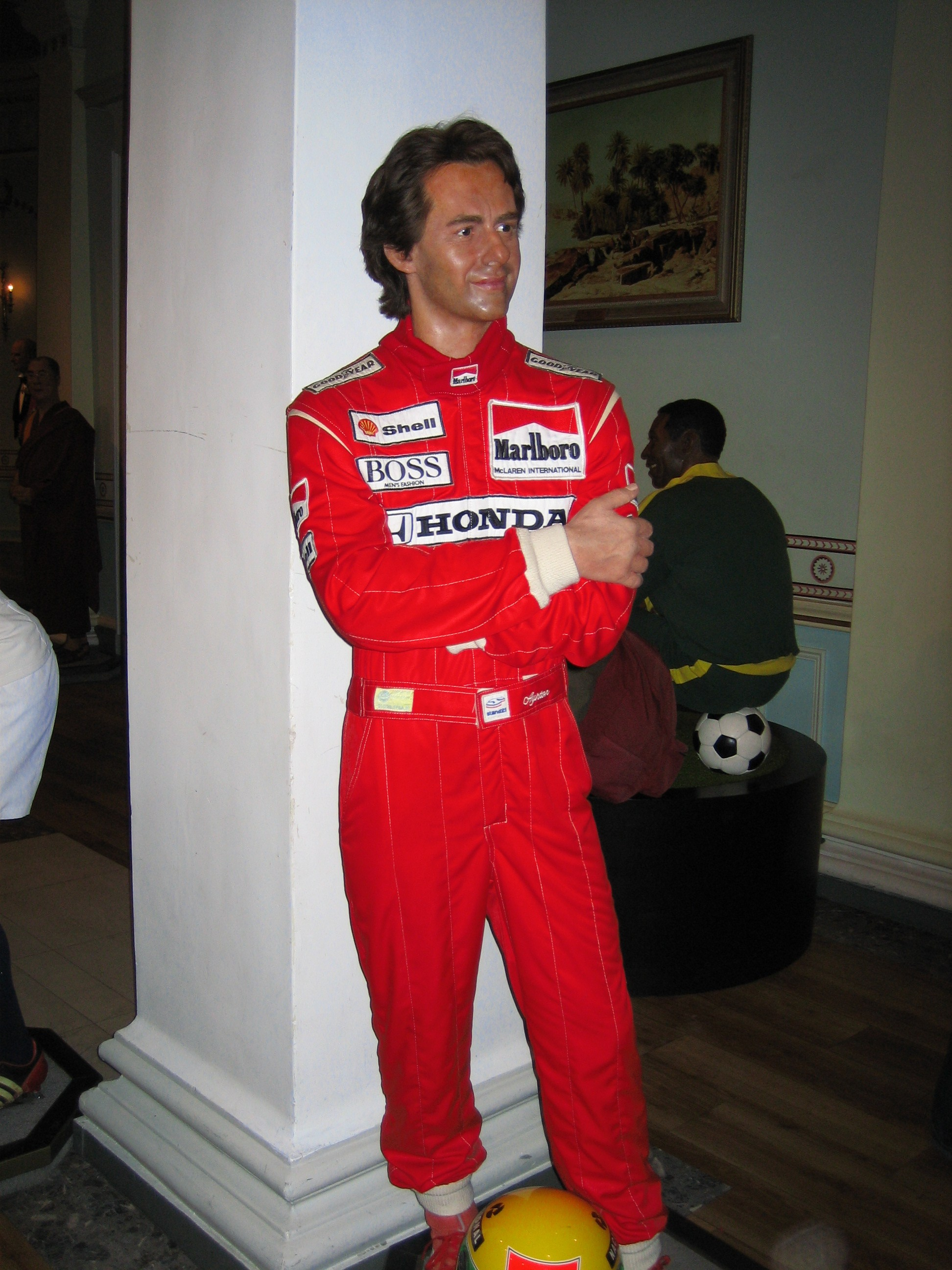
アイルトン・セナ
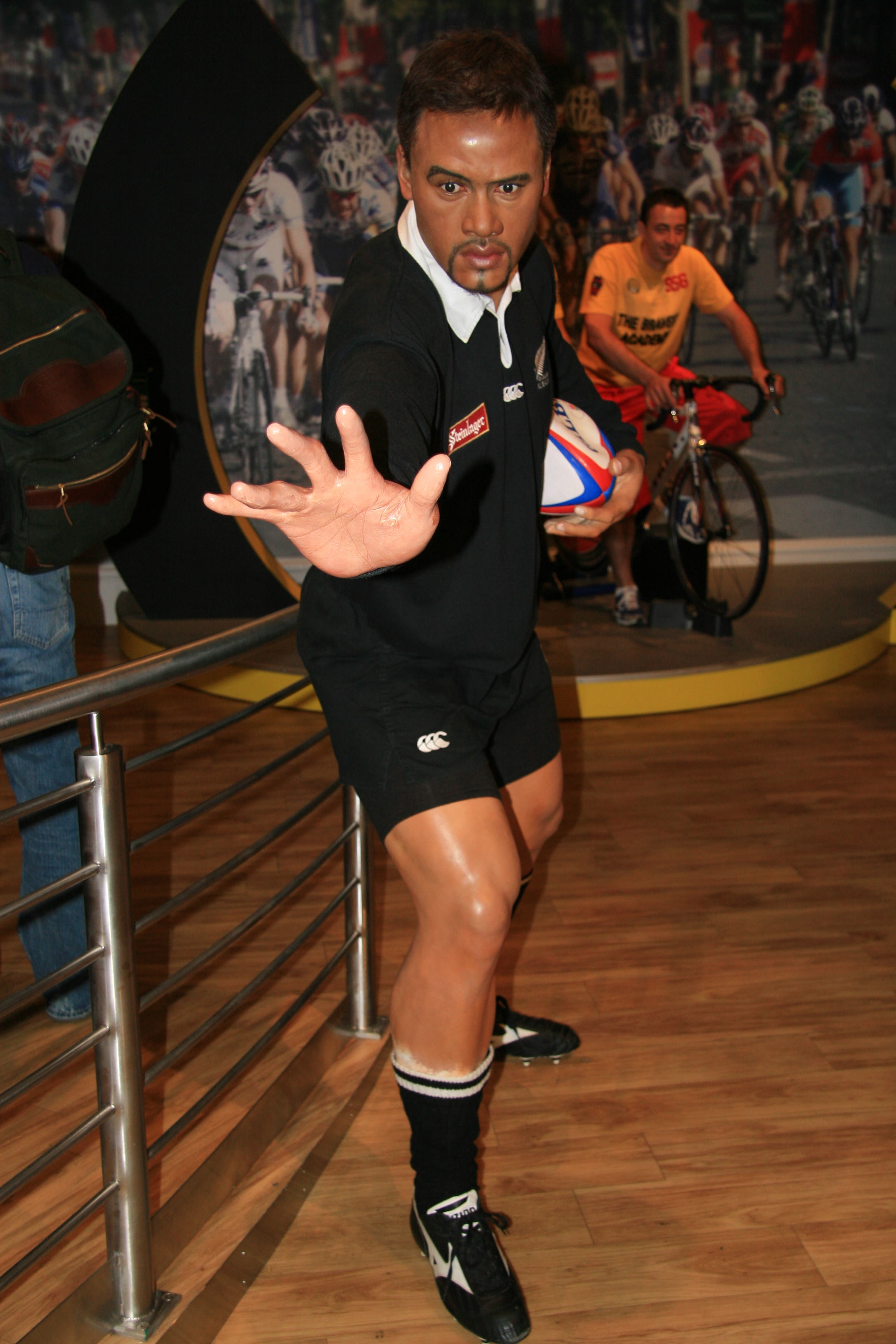
ジョナ・ロムー
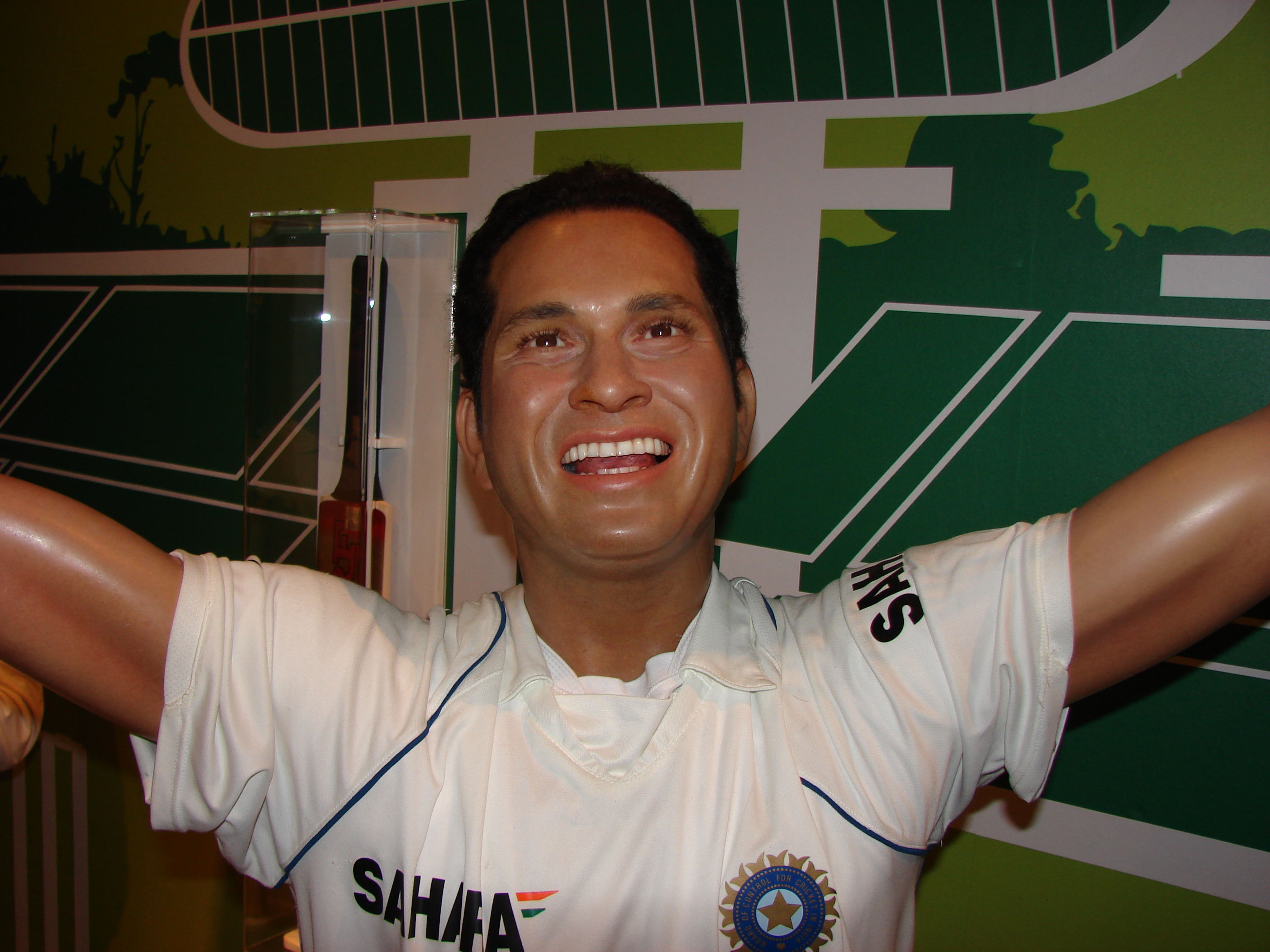
サチン・テンドルカール
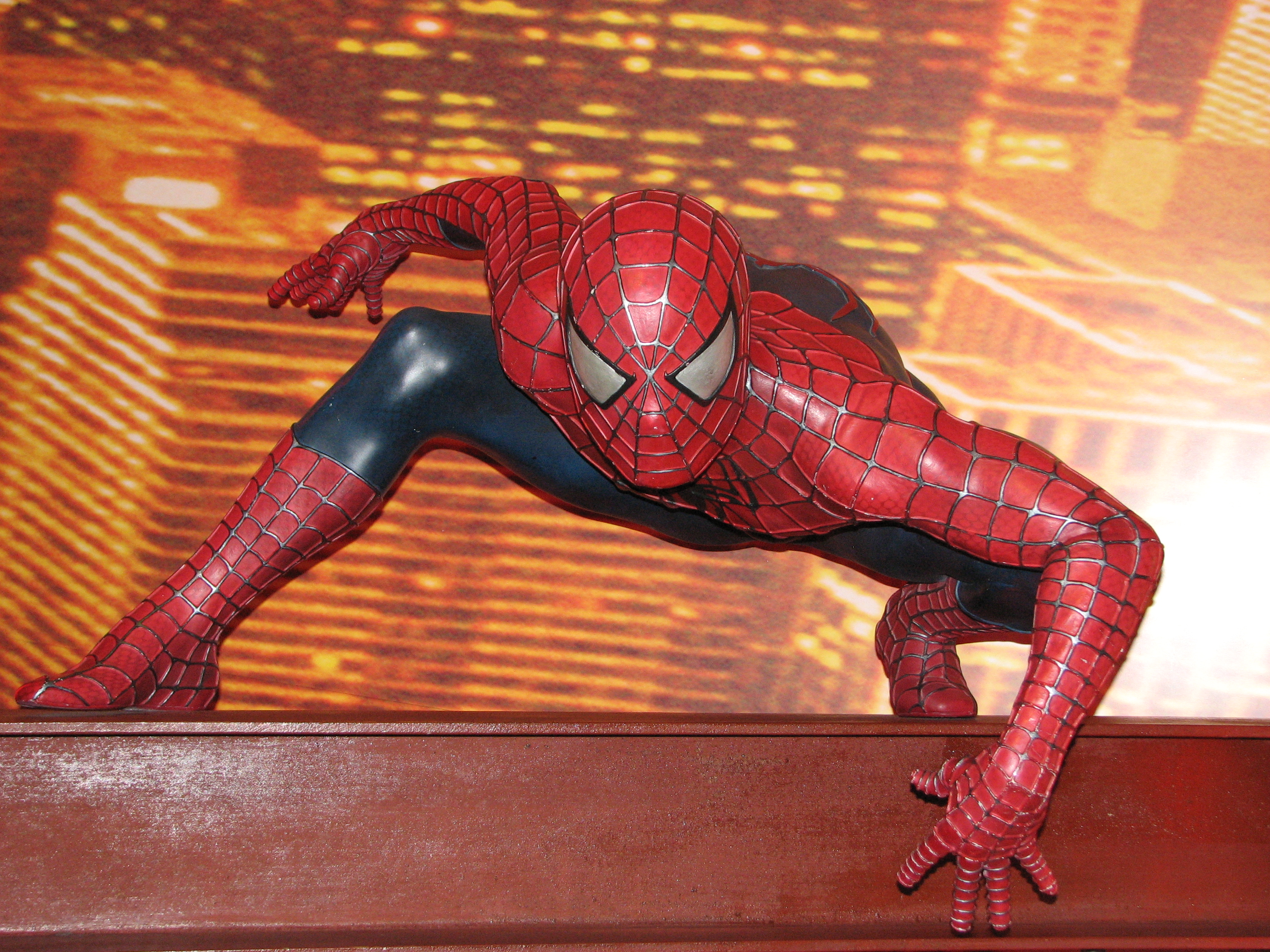
スパイダーマン